# Нагороди Української православної церкви (Московського патріархату)

Орден преподобних Антонія і Феодосія Печерських I ступеня — найвища загальноцерковна нагорода УПЦ МП

Нагороди Української православної церкви (Московського патріархату) є формою заохочення духовенства та мирян за працю і заслуги перед Православ'ям — у пастирському служінні, богословській, науковій та адміністративній діяльності, відродженні духовності, відновленні храмів, місіонерській, благодійній, соціальній та просвітницькій праці.
Нагороди існують двох видів: ієрархічні та загальноцерковні.

## Ієрархічні нагороди
Ієрархічні нагороди УПЦ МП служать для заохочення архієреїв і кліриків, засвідчують гідне проходження церковного служіння.
До ієрархічних нагород відносяться:
- підвищення в сані (єпископа до архієпископа, ієрея до протоієрея і под.);
- елементи літургійного облачення, що несуть духовне значення;
- богослужебні відмінності (служіння Божественної Літургії з відкритими Царськими вратами до Херувимської пісні або до «Отче наш»).

Відповідно до своєї градації нагороди вручаються у строгій послідовності. Існують нагороди для єпископату, священства та дияконства. Покладання нагород для священства та дияконства здійснюється правлячим єпархіальним архієреєм, або, за його благословенням, вікарним архієреєм. При покладанні ієрархічних нагород архієрей виголошує «аксіос» (достойний). Нагороди кліриків у формі служебних відмінностей регулюють ієрархічне місце священнослужителя під час богослужіння при соборному служінні. При наявності однакових нагород перевага належить старшого за хіротонією.
Хіротонія (рукопокладання) — є особливим таїнством, де рукопокладаються єпископи, священики і диякони, вона не є нагородою. Нагороди існують у межах цих трьох чинів, для кожного свої.

## Загальноцерковні нагороди
До загальноцерковних нагород УПЦ МП відносяться — ордени, медалі, ювілейні ордени та медалі. Загальноцерковними нагродами УПЦ МП можуть бути нагороджені Предостоятелі Помісних Церков; єпископат; духовенство; миряни; державні діячі; військові; правоохоронці; журналісти; поети; письменники; працівники — культури, мистецтв, медицини, освіти та представники інших сфер діяльності, а також іноземні громадяни.

### Назви

#### Ордени

Орден святої праведної Анни І ступеня

Орден святої праведної Анни ІІ ступеня

Орден святої праведної Анни ІІІ ступеня

- Орден преподобних Антонія і Феодосія Печерських I, II ступеня
- Орден святого рівноапостольного князя Володимира I, II, III ступеня
- Орден "Різдво Христове" I, II ступеня
- Орден преподобного Нестора Літописця I, II, III ступеня
- Орден преподобного Іллі Муромця I, II, III ступеня
- Орден апостола Іоанна Богослова I, II ступеня
- Орден преподобного Агапіта Печерського I, II, III ступеня
- Орден святої великомучениці Варвари I, II ступеня
- Орден святої праведної Анни I, II, III ступеня
- Орден святої великомучениці Єкатерини I, II ступеня
- Орден святителя Феодосія Чернігівського
- Орден «Знак пошани Предстоятеля УПЦ МП»
- Орден святителя Димитрія (Туптала), митрополита Ростовського
- Орден святителя Петра Могили

23 грудня 2010 року синод УПЦ МП затвердив впровадження двох орденів та затвердив їхні ескізи:
- Орден УПЦ МП Святителя Миколая Чудотворця «За благодійництво»,
- Орден УПЦ МП Святого благовірного Київського князя Ярослава Мудрого.

26 січня 2012 року синод УПЦ МП запровадив нові ордени:
- Орден святої рівноапостольної княгині Ольги
- Орден святої преподобної Анастасії Київської.

#### Медалі

Медаль преподобних Антонія і Феодосія Печерських IІ ступеня

- Медаль преподобних Антонія і Феодосія Печерських I, II ступеня
- Медаль святого рівноапостольного князя Володимира I, II ступеня
- Медаль «Успіння Пресвятої Богородиці»

#### Ювілейні ордени
- Ювілейний орден «Різдво Христове — 2000» I, II ступеня
- Орден «1020-річчя Хрещення Київської Русі»
- Орден «1025-річчя Хрещення Київської Русі»

#### Ювілейні медалі
- Ювілейна медаль «Різдво Христове — 2000» I, II, III ступеня
- Ювілейна медаль «Харківський Собор — 10 років» I, II ступеня
- Ювілейна медаль «Харківський Собор — 15 років» (1992—2007)

### Порядок носіння
Ордени і медалі УПЦ МП розміщуються за рангом згідно з переліком:
1. Орден преподобних Антонія і Феодосія Печерських
2. Орден святого рівноапостольного князя Володимира
3. Орден «Різдво Христове»
4. Орден преподобного Нестора Літописця
5. Орден апостола Іоанна Богослова
6. Орден преподобного Агапіта Печерського
7. Орден святої великомучениці Варвари
8. Орден святої праведної Анни
9. Орден святої великомучениці Єкатерини
10. Медаль преподобних Антонія і Феодосія Печерських
11. Медаль святого рівноапостольного князя Володимира
12. Ювілейний орден «Різдво Христове — 2000»
13. Ювілейний орден «1020 років Хрещення Київської Русі»
14. Ювілейна медаль «Різдво Христове — 2000»
15. Ювілейна медаль «Харківський Собор — 10 років»
16. Ювілейна медаль «Харківський Собор — 15 років» (1992—2007)

При цьому перший ступінь будь-якого ордена вищий за рангом за другий ступінь другого ордена, а другий ступінь вищий за третій. Усі ордени і медалі УПЦ МП патріархату носять з правого боку грудей, окрім орденів преподобного Нестора Літописця I ступеня (з правого боку грудей) та апостола Іоанна Богослова — їх носять з орденською стрічкою на шиї. У випадку наявності у кліриків і мирян УПЦ МП орденів і медалей інших Церков вони розміщуються на грудях нижче нагород організації. При нагородженні однойменним орденом чи медаллю наступного ступеня носиться на грудях орден чи медаль вищого ступеня.

### Порядок представлення і вручення
Благочиння подають клопотання перед єпархіальним архієреєм про нагородження кліриків та мирян благочиння, які заслуговують на заохочення. Єпархіальний архієрей подає клопотання Митрополиту Київському і всієї України про нагородження достойних кліриків і мирян відповідними церковними нагородами.
Митрополит Київський і всієї України нагороджує кліриків і мирян церковними нагородами або, за його благословенням, єпархіальний архієрей. Ордени і медалі УПЦ МП вручаються нагородженням в урочистій обстановці. Одночасно нагородженим орденом чи медаллю видаються грамоти. Повторне нагородження однойменним орденом і медаллю того ж ступеня не проводиться.
У випадку втрати або псування нагороди дублікати не видаються. Ордени і медалі УПЦ МП, а також грамоти до них після смерті нагородженого залишаються у нащадків для зберігання на згадку без права носіння.
Митрополит Київський і всієї України може відмінити рішення про нагородження, якщо виявиться недостовірність чи необґрунтованість представлення до нагородження. Позбавлення орденів і медалей церкви може бути виконано за указом Митрополита Київського і всієї України у випадку здійснення нагородженим тяжких антицерковних та антихристиянських діянь. Клірики, позбавлені сану, одночасно позбавляються всіх церковних нагород.

### Сайти
- Нагороди та титули УПЦ МП 2009
- Церковні відзнаки 2011
- Общецерковные награды Украинской Православной Церкви. Симферопольское благочиние. Архів оригіналу за 4 серпня 2016. Процитовано 28 травня 2016.